# Pero plagodiata
Pero plagodiata là một loài bướm đêm trong họ Geometridae.